# 瓦列里·卡斯捷利斯基
瓦列里·卡斯捷利斯基（俄语：Валерий Кастельский，1941年5月12日—2001年2月17日），男，莫斯科人，俄罗斯钢琴演奏家，教育家。

## 生平
1941年生于莫斯科。1958年至1963年就读于莫斯科音乐学院，师从海因里希·涅高兹:243。1960年，他代表苏联参加了第六届萧邦国际钢琴比赛，在决赛获得第六名。成名后曾赴比利时，芬兰，保加利亚，日本，美国和以色列等地演出:244。担任过柴可夫斯基國際音樂比賽的评委:244。1990年成为莫斯科音乐学院教授。
2001年2月17日在莫斯科去世，安葬于瓦甘科沃公墓。